# Râul Valea Satului, Argeș
Râul Valea Satului este unul afluent al râului Argeș. 